# با اعمال شاقه
با اعمال شاقه رمانی است به نویسندگی محمد حنیف که توسط نشر نیستان در سال ۱۳۹۸ منتشر شد. این کتاب یکی از سه نامزد نهایی بخش رمان سیزدهمین دوره جایزه ادبی جلال آل احمد بود.
رمان با اعمال شاقّه داستان فردی است که در خلال مرور خاطرات خود بخش‌هایی از زندگی، افراد و موقعیت‌های متعدد و متناوب و در عین حال پیچیده و عجیب در زندگی خود را پیش روی مخاطبش قرار می‌دهد و او را به درون هزارتوی داستانی خود می‌برد. طنز نهان پیچیده در تار و پود این روایت در کنار تعلیق متوازن موجود در نثر رمان و نیز ایجاد کشش روایی به واسطه تلفیق متن و تصویر و نیز ساده نویسی منحصر به فردی که در آثار دیگر او نیز می‌شود از آن سراغ گرفت دست در دست هم «با اعمال شاقّه» را به یک رمان قابل اعتنا و خواندنی مبدل کرده‌است.
سه‌شخصیت در این ر مان، که قرار است بار رمان را به دوش بکشند، آل، نسناس و مردآزما نام دارند. علاوه بر اینها خود نویسنده یکی از شخصیت‌های داستان محسوب می‌شود. راوی‌های متعدد و گردش‌های متعدد شخصیت‌ها در رمان‌ها، از دیگر ویژگی‌های اینر رمان است. خود نویسنده این کتاب را دربارهٔ زندگی بشر در همه جوامع در دنیای پرتلاطم و پر وحشت معاصر عنوان می‌کند که با اعمال شاقه همراه است. این رمان ۳۰۰ صفحه‌ای در ۱۳ فصل نوشته شده و داستان پدری از یک خانواده متوسط رو به بالا در شهری خیالی است که مشکل سیاسی و اقتصادی پیدا می‌کند و مجبور به مهاجرت می‌شود. او آرام آرام تحت‌تاثیر جامعه تازه‌ای که در آن قرار گرفته دچار تغییراتی می‌شود. داستان در پاد آرمان شهری و جهانی که شایسته بشر امروز نیست می‌گذرد؛ جامعه‌ای که بدبینی، خیانت، دروغ، حسادت، ریاکاری، توطئه و تحقیر در آن موج می‌زند.
این رمان را یکی از رمان‌های رئالیسم جادویی ایران معرفی کرده‌اند.